# かぶき者 慶次
『かぶき者 慶次』（かぶきもの けいじ）は、2015年4月9日から6月18日まで毎週木曜日20時 - 20時43分に、NHK総合の木曜時代劇で放送されたテレビドラマである。全11回。火坂雅志の原案で、かぶき者で知られる戦国武将・前田慶次の晩年を描いた作品。

## 登場人物

### 前田家
前田慶次
演 - 藤竜也
今は亡き豊臣秀吉から「かぶき御免状」をいただいた、天下に轟く傾き者。関ヶ原の戦いにおいて上杉方に味方し、敗れた後も上杉家に従い米沢の地へ赴いた。
友誼によって、関ヶ原の戦いで西軍の総大将となった石田三成の子を自分の息子として育てており、そのためにいろいろな苦労を背負っている。
石田（前田）新九郎
演 - 中村蒼
関ヶ原の合戦で西軍の総大将として徳川と相対した石田三成の子。京都の寺に預けられていたが、友誼によって前田慶次の息子として育てられる。
本来なら家督を譲られて然るべき年齢だが、父である慶次からは「まだその時ではない」として家督を譲られず、同じ年の勝之進らが出仕して認められているのを歯がゆく思っていた。
事あるごとに父と衝突し、その若さ（幼さ）を露呈していたが、父の真意を知るにつけ、また、自身が石田三成の子であることを知って、深い思慮を身につける。そして、米沢の民のために働こうという意思を固めた頃、前田ではなく石田の姓を名乗ろうと決意する。
料理は不得手であり、朝餉の腕前はかなり怪しい。
前田佐乃
演 - 西内まりや
慶次の次女、新九郎の義妹でのちに妻。母である美津に似てよく薙刀をする。関ヶ原の戦いの後、いつまでたっても加賀藩に戻らない慶次に業を煮やした美津の命を受け、内情視察と説得に赴いた。そこで、自分が知らない「兄」を育てていることを知る。
最初は戸惑っていたものの、すぐに順応し、無苦庵に欠かせない人になる。兄のはずの新九郎と血がつながっていないことを知ってから、彼を兄でなく男性として慕うようになり、最後には夫婦になった。
料理の腕前も母譲りであるらしく、夫になった新九郎にまかせっきりであった。
前田美津
演 - 江波杏子
慶次の妻。かつては女傾奇者と呼ばれ、薙刀を振るう剛の者だったが、慶次に決闘を挑むさいに、彼の優雅な舞を目の当たりにして、惚れこんで妻になった。米沢から加賀に戻らない慶次に腹を立てて佐乃を偵察に送り、それでは飽き足らず自身も米沢へ乗り込む。そこで新九郎を知り、母として接するようになる。
その傾奇ぶりは慶次をもしのぎ、与板組筆頭の荒木をして「前田殿以上」と称された。
前田華
演 - 青山倫子
慶次の長女、新九郎の義姉。すでに他家に嫁いだ身であったが、慶次が加賀に戻らないことを理由に離縁されてしまう。そのことを事あるごとに愚痴を漏らしていたが、慶次が秘伝の茶碗を嫁ぎ先へ贈ったことから復縁することとなった。
竹
演 - 田畑智子
無苦庵で働く下女、元は加賀にて前田家に仕えていたが、関ヶ原以降米沢に居ついた慶次を呼び戻すために遣わされた。そこで新九郎の正体を知らされ、世話のために米沢に留まる。
新九郎にとっては母親も同然であり、竹もそのように接していた。
又吉
演 - 火野正平
無苦庵で働く下男、京都の頃から慶次に仕える古参。しかし、新九郎のことは知らされていなかった。高い戦闘能力を有しており、山賊程度なら簡単にあしらえる。米沢伝来の玩具である「お鷹ぽっぽ」をきれいに作ることができる。
旅の女性「雫」を助けたことから懇意になり、それが天徳和尚の諜報活動と気づかず無苦庵のことを教えるようになるが、本当に彼女を愛するようになり、彼女が死んだあとはその遺髪を生誕地である京都へ運んだ。
ヨネ
演 - 古澤華
竹と同じく無苦庵の下女、竹ほど容姿は整っていない。明るく屈託のない性格だが、新九郎の真実を知らされておらず、出番もそれほど多くない。

### 上杉家中
安田継之丞
演 - 神尾佑
藩の経済を預かる勘定方の筆頭で、藩内の武闘派である馬廻組の中心人物であった。上杉家取り潰しを狙う徳川の専横に業を煮やしており、徳川を倒して戦国時代の雄として今一度上杉の名を高めんと企てていた。そのため、藩の御用商人などとも結託していたが、慶次によって意図はくじかれ、決起計画が徳川の間者によって踊らされたものであることを知り、お家を危機にさらした責任をとる形で自害した。ただしその死は慶次によって「病死」と隠蔽された。
安田勝之進
演 - 工藤阿須加
継之丞の嫡男。藩の勘定方に勤める。幼い頃より「神童」と称され、藩主景勝の覚えもめでたい。文武両道の生きる見本で、剣術をよくしつつも勘定方の仕事を滞らせなかった。
父と同じく上杉復興を目指して職務に精励していたが、父よりは情勢が見えており、国力増産を唱えていた。新九郎とは竹馬の友であり、互いの家を行き来する間柄である。友誼に篤い人物で、親友である新九郎の危機には命を捨てて新九郎を守った。
父を追って米沢に来た佐乃に一目惚れし、一度は求婚するものの、己の使命のために求婚を取り消す。
のちに安部一左衛門の娘と見合いをし、婚約した。
安部一左衛門
演 - 斉藤暁
勘定方次役で与板組に属する。上杉が再び名を上げるよりも米沢で生き残ることを主として考えており、灌漑による増産計画などを考えている。慶次とも懇意にしており、色々な情報を渡すほか、種々の便宜を図っていた。
馬廻組と与板組の協調を重視しており、そのために馬廻組の次代をになう勝之進に娘を見合わせた（娘自身はすでに勝之進を見染めており、数回に亘って恋文を送っていた）。
荒木康綱
演 - 大出俊
与板組に属する上杉家臣で安田よりも上位にある。穏健派とされる与板組にあって武断的な人物で、徳川との戦いを望んでいた馬廻組を武力で処断する姿勢を見せ、石田三成の子である新九郎を秘密裏に処刑するため捕縛しようとした。そのどちらも、前田慶次によって未遂に終わった。

### その他
雫
演 - 壇蜜
林泉寺へ赴く途中で山賊に襲われていた美女。慶次らに助けられる。
しかしその正体は天徳和尚に命じられて無苦庵への潜入を命じられていた間者で、潜入失敗後は又吉に近づきつつ情報収集する。しかし次第に又吉に情がうつり、情けをもつ忍びなど役に立たないと和尚によって処分された。
雪夜
演 - 笛木優子
慶次の行きつけの酒亭「松川」の女将。毎日のように酒亭に来る慶次の目的を知りつつ、密かに懸想していた。最終話にて「奥方と自分、どちらが好きなのか」と詰め寄るなど、心胆に強さも持ち合わせている。
和泉局
演 - 前田美波里
徳川家康の妻の一人。隠然たる勢力をもっており、徳川家のために上杉家の取り潰しを狙う。
慶次とも面識があり、慶次のために計画が遅々として進まないことに苛立っていた。モデルは阿茶局。
久保田備前守忠常
演 - 山崎一
年寄衆。和泉局の側に仕え、米沢藩取り潰し計画の実質的指導者として天徳和尚を動かしていた。
また公式ページの相関図には和泉局に頭が上がらないと書かれており、うだつの上がらない中間管理職のような役所を与えられている。
北川次右衛門
演 - 角田信朗
元伊達藩士で牢人。関ヶ原の戦いの後、雇いを解かれたため、生きる意義を見失って慶次を倒すことに血道を上げるようになる。しかし慶次との戦いの中で生きることを諭され、酒亭松川の用心棒となる。のちに新九郎らの剣術の師範となり、慶次に心酔していく。最後には新九郎を守るために与板組と一触即発のなかに飛び込んでいった。
誰かに思慕の情を抱いていたらしく、又吉からお鷹ぽっぽの作り方を教わっていた。
林泉寺天徳和尚
演 - 伊武雅刀
米沢にある寺の和尚で、温厚篤実な性格。慶次の碁の相手でもある。
その実態は和泉局の命を受けて米沢に潜入していた間者であり、上杉家取り潰しの機会を狙ってかく乱工作を行っていた。その過程で米沢城下に石田三成の子がいることを知り、それを奇貨として馬廻組を煽った。
忍者ではあるが武将でもあり、上杉との戦いでは先陣を賜りたいと和泉局に乞うていた。
- 井上半兵衛 - 藤木修
- 戸田伊織 - シゲル
- 板倉信伍 - 和知大祐
- 舟山久蔵 - 田中孝治
- 土井勝四郎 - 頼田昂治
- 本多六郎兵衛 - 津阪雄一
- 諏訪与一郎 - 本田哲史
- 水野弥兵衛 - 岸俊宏
- 本庄常長 - 住吉晃典
- 長谷川善政 - 大地泰仁
- 原喜一郎 - 乙黒史誠
- 二木将綱 - 東龍美
- 橋本清兵衛 - 三浦圭祐
- 中越一馬 - 岡雅史

### ゲスト他話数毎の出演者（クレジット表記）

#### 第一回「石田三成の子」
- 半助 - 鈴木正幸
- 小平 - 今村裕次郎
- ほか - 関寛之、酒井和哉、水野直、足立理

#### 第二回「新九郎の秘密」
- 前田善兵衛 - 武発史郎
- 幼少の新九郎 - 阿由葉朱凌
- 新九郎の守役 - 野村昇史
- 三浦善助 - 久保酎吉
- 井筒屋 - あべかつのり
- 番頭 - 山田洋

#### 第三回「殿への直訴」
- 半助 - 鈴木正幸
- 小平 - 今村裕次郎
- ほか - 阿由葉朱凌、河本タダオ、石井英明

#### 第四回「かぶき者の妻」
- 石田三成 - 眞島秀和
- [回想] - 阿由葉朱凌、野村昇史

#### 第五回「噂からでた真」
- 山﨑秀樹、成瀬労、田沼健一郎、伏見嘉将、徳原桂作

#### 第六回「家族の絆」
- [回想] - 眞島秀和、阿由葉朱凌、野村昇史
- ほか - 三村晃弘、今村裕次郎

#### 第七回「迫りくる危機」
- 三村晃弘、今村裕次郎、久住健斗

#### 第八回「瀬戸際の攻防」
- 阿由葉朱凌、西山啓介

#### 第九回「俺は三成の子」
- 田沼健一郎、徳原桂作、神木優、丸一太

#### 第十回「新九郎の決意」
- 吉田格之介 - 山野史人
- ほか - 神木優、丸一太、勝光徳、花ヶ前浩一

#### 最終回「大ふへん者」
- 徳川家康 - 綿引勝彦
- [回想] - 阿由葉朱凌、野村昇史
- ほか - 市山京香、勝光徳、花ヶ前浩一

## スタッフ
- 作 - 小松江里子
- 原案 - 火坂雅志
- 脚本 - 山上ちはる（8回）
- 音楽 - 渡辺俊幸
- 演出 - 佐藤峰世、吉村芳之、田中英治（NHKエンタープライズ）
- 制作統括 - 内藤愼介（NHKエンタープライズ）、原林麻奈（NHK）

## 放送日程
| 各話   | 放送日  | サブタイトル | 演出     |
| ------ | ------- | ------------ | -------- |
| 第1話  | 4月09日 | 石田三成の子 | 佐藤峰世 |
| 第2話  | 4月16日 | 新九郎の秘密 | 佐藤峰世 |
| 第3話  | 4月23日 | 殿への直訴   | 佐藤峰世 |
| 第4話  | 4月30日 | かぶき者の妻 | 吉村芳之 |
| 第5話  | 5月07日 | 噂から出た真 | 吉村芳之 |
| 第6話  | 5月14日 | 家族の絆     | 田中英治 |
| 第7話  | 5月21日 | 迫りくる危機 | 佐藤峰世 |
| 第8話  | 5月28日 | 瀬戸際の攻防 | 吉村芳之 |
| 第9話  | 6月04日 | 俺は三成の子 | 田中英治 |
| 第10話 | 6月11日 | 新九郎の決意 | 岡野宏信 |
| 最終話 | 6月18日 | 大ふへん者   | 佐藤峰世 |

- 第1話は22時 - 23時25分に放送された。